# OÖ Verkehrsholding
Die OÖ Verkehrsholding GmbH ist die Holding, in der die Beteiligungen des Landes Oberösterreich an Verkehrsinfrastruktur organisiert ist.

## Geschichte
Investitionen in Verkehrsinfrastruktur gehörten schon immer zu den zentralen Aufgaben des Landes. Aus Monarchiezeiten wurde die Erhaltung der Landesstraßen übernommen, mit 2002 auch der ehemaligen Bundesstraßen. Auch Beteiligungen an Schieneninfrastruktur durch Public-Private-Partnership-Projekte der Nachkriegszeit waren in Landesbesitz, ebenso Flughafen Linz und der Ennshafen. 1995 wurde dann der landesweite Verkehrsverbund aufgebaut, in dem das Land – neben seiner Rolle als Steuerungsorgan – auch als Infrastruktureigentümer beteiligt war.
September 2005 wurde dann die OÖ Verkehrsholding für die verkehrsrelevanten Beteiligungen geschaffen, und in die OÖ Landesholding, die Gesamt-Beteiligungsstruktur der Landes, eingegliedert. – die Seilbahnbeteiligungen, die rechtlich auch unter Verkehrsbetriebe fallen, sind aber in einer eigenen Gruppe, der OÖ Seilbahnholding angesiedelt.
In den 1990ern war auch die Nahverkehr-Errichtungs-Gesellschaft m.b.H. (NAVEG) zusammen mit der Stadt Linz gegründet worden, um größere Infrastrukturprojekte (Straßenbahnerweiterung Harter Plateau, City-S-Bahn) abzuwickeln. Diese kam ebenfalls 2005 zur Verkehrsholding, die Stadt Linz stieg aber aus der Gesellschaft aus, und 2006/07 wurde die NAVÖG liquidiert.

## Aufgaben und Unternehmen
Organisiert ist die OÖ Verkehrsholding in der Rechtsform einer Gesellschaft mit beschränkter Haftung, mit der OÖ Landesholding als einziger Gesellschafterin.
Angesiedelt ist die Holding in Linz, am Sitz des Oö. Verkehrsverbundes.
Unter der Branchenholding angesiedelt sind folgende Unternehmen (Stand 31. Dezember 2021):
- ASFINAG Service GmbH (SG) – Instandsetzung, Betrieb und Erhaltung von Bundesstraßen und Autobahnen; Sitz Ansfelden (2,17 %, 85 % ASFINAG, 12,83 % andere Bundesländer)
- Ennshafen OÖ GmbH – betreibt den Donauhafen an der Ennsmündung; Sitz Enns (99 % OÖ Verkehrsholding, 1 % OÖ Landesholding)[B 1]
- Flughafen Linz GesmbH – blue danube airport linz – Betreiber des Linzer Flughafens (50 %, 50 % Stadt Linz)[B 2]
- Lokalbahn Lambach-Vorchdorf-Eggenberg AG; Sitz Gmunden (11,03 %, 72,5 % Bund)[B 3]
- Lokalbahn Vöcklamarkt-Attersee AG; Sitz Gmunden (10,46 %, 75,9 % Stern & Hafferl)[B 4]
- OÖ Verkehrsverbund-Organisations GmbH Nfg. & Co KG – Betreiber der Verkehrsverbundes; Sitz Linz (die Verkehrsholding ist Komplementär der Kommanditgesellschaft, OÖ Landesholding ist Kommanditist)[B 5]
- Schiene OÖ GmbH & Co KG (100 %) – Eigentümerin von Schieneninfrastruktur, wie der StadtRegioTram Traun[6], der Aschacher Bahn (ab 1. Jänner 2024) und der geplanten Regionalstadtbahn Linz[7][B 6]